# Mulud Nura
Mulud Nura (30 de diciembre de 1982) es un deportista argelino que compitió en judo adaptado. Ganó dos medallas en los Juegos Paralímpicos de Verano, oro en Pekín 2008 y bronce en Londres 2012.

## Palmarés internacional
| Juegos Paralímpicos | Juegos Paralímpicos   | Juegos Paralímpicos | Juegos Paralímpicos |
| Año                 | Lugar                 | Medalla             | Categoría           |
| ------------------- | --------------------- | ------------------- | ------------------- |
| 2008                | Pekín (China)         | Medalla de oro      | –60 kg              |
| 2012                | Londres (Reino Unido) | Medalla de bronce   | –60 kg              |